# Irina Kalentjewa
Irina Nikołajewna Kalentjewa (ros. Ирина Николаевна Калентьева, ur. 10 listopada 1977 r.) – rosyjska kolarka górska startująca w konkurencji cross-country, brązowa medalistka olimpijska, wielokrotna medalistka mistrzostw świata i Europy, wicemistrzyni świata w maratonie MTB oraz zdobywczyni Pucharu Świata w kolarstwie górskim.

## Kariera
Jest najbardziej utytułowaną rosyjską kolarką górską. Jej olimpijskim debiutem były igrzyska w Atenach, gdzie zajęła 13. miejsce w cross country. Cztery lata później, podczas igrzysk olimpijskich w Pekinie wywalczyła brązowy medal, ulegając jedynie zwyciężczyni - Sabinie Spitz z Niemiec oraz drugiej na mecie Polce Mai Włoszczowskiej.
Pierwszy międzynarodowy sukces osiągnęła w 2001 roku kiedy to zdobyła brązowy medal na mistrzostwach Europy w Sankt Wendel, plasując się za Francuzką Laurence Leboucher oraz Sabine Spitz. Dwa lata później, na mistrzostwach świata w Lugano zdobyła brązowy medal w cross country. W 2004 roku została wicemistrzynią świata w maratonie MTB, wyprzedziła ją tylko Norweżka Gunn-Rita Dahle. Mistrzostwa świata w Fort William przyniosły jej pierwszy złoty medal w cross country, równocześnie zdobyła wicemistrzostwo Europy na mistrzostwach w Kapadocji. Identyczną parę medali zdobyła w 2009 roku na mistrzostwach świata w Canberze i mistrzostwach Europy w Zoetermeer. W 2008 roku na mistrzostwach świata w Val di Sole zdobyła kolejny brązowy medal, tym razem lepsze okazały się Margarita Fullana z Hiszpanii oraz Spitz, która jako jedyna wyprzedziła Rosjankę na mistrzostwach Europy w Sankt Wendel w tym samym roku. W sezonie 2010 zdobyła srebrny medal w cross country podczas mistrzostw świata w Mont-Sainte-Anne, po raz kolejny ustępując Mai Włoszczowskiej.
W sezonie 2007 triumfowała w klasyfikacji cross country Pucharu Świata w kolarstwie górskim, a w latach 2003 i 2011 była trzecia. Jest także ośmiokrotną mistrzynią Rosji z lat 2000, 2001, 2002, 2003, 2005, 2006, 2007 i 2008.